# Antonín Valšík
Antonín Valšík (23. listopadu 1874 Turnov – 6. ledna 1948 Praha[zdroj?]) byl voják, námořník, vexilolog, spolutvůrce české a československé státní vlajky. Otec lékaře a antropologa Jindřicha Valšíka, dědeček režiséra a novináře Cyrila Valšíka.

## Životopis
Po absolvování strojního odboru Českého vysokého učení technického nastoupil na vojenskou službu v rakousko-uherském válečném námořnictvu, kde se stal inženýrem. Jako mladý důstojník se na křižníku SMS Kaiserin Elisabeth v Číně zúčastnil potlačení boxerského povstání. Po návratu do Evropy pracoval na různých vojenských postech v Pule a Monfalcone. V roce 1911 se stal stavbyvedoucím rakouských válečných lodí v Terstu.
Po vzniku Československé republiky v roce 1918 byl povolán na Ministerstvo národní obrany. V letech 1918–1919 byl přednostou 34. oddělení Ministerstva národní obrany, který měl za úkol vybudovat československé válečné loďstvo vyzbrojením lodí na Labi a Dunaji. V roce 1921 byl jmenován ženijním plukovníkem československého ozbrojeného loďstva pro Labe v Litoměřicích, ale ještě téhož roku odešel do výslužby. V civilu pracoval jako inženýr pro stavbu lodí a lodních strojů. S touto specializací byl jediný v Československu. Řídil vypracování lodního zákona a zásadně se podílel na konečné podobě československé státní vlajky.

## Práce na československé vlajce
Antonín Valšík byl členem znakové komise, která v roce 1920 doporučila ke schválení československou vlajku s modrým klínem. O její konečnou podobu se zasloužila trojice mužů heraldik Jaroslav Kursa, který navrhl krátký modrý klín do jedné třetiny vlajky, Antonín Valšík, který znal vlajky s klínem z čínského tažení se za variantu s klínem postavil a přesvědčil poslance, aby pro ni hlasovali a také vedl schvalovací práce, při nichž se na dvou parnících na Vltavě hodnotilo, jak vlajka vypadá za různého světla nebo větru. Malíř František Kysela doporučil elegantnější variantu s prodlouženým klínem až do poloviny vlajky.
Po publikování zákona ve Sbírce zaslalo ministerstvo vnitra tisku následující sdělení: „Heraldický návrh státní vlajky a státního znaku vypracoval koncipista státního archivu Jaroslav Kursa v dorozumění s univ. prof. drem Gustavem Friedrichem; po stránce umělecké vypracoval a provedl dotyčné návrhy prof. František Kysela z umělecko-průmyslové školy se svými žáky.“ Děkovné dopisy byly zaslány ještě dr. V. V. Štěchovi a pplk. Ing. A. Valšíkovi.

## Citáty
Co se týče klínu, pamatuji se na dojem, který ve mně vyvolaly prapory čínské v Tien-tsinu a Pekingu, kde každý oddíl vojska má svůj prapor ve tvaru klínu, a sice většinou ve tvaru trojúhelníka ostroúhlého. Tvary těchto čínských praporů vznikly z pouhého pozorování přírody a z velkého smyslu Orientálců pro pohyb vlnitý v přírodě. Když voják nese prapor na vysoké žerdi, je přirozeno, že jeho konec při nejmenším pohybu vlaje a nabývá tím prapor živosti, který je jaksi důkazem síly. Kdyby si byli udělali praporec tvaru obdélníka jako je vlajka, co by to mělo za následek? Následek by byl ten, že při této velké délce tíhou by vlajka klesla a byla by mrtvá, neživá a bylo by k tomu potřebí velice silného větru, aby vlála a činila dojem živosti. Tomu všemu se vyhoví tím, že my zde nedáváme formu trojúhelníka pravoúhlého, nýbrž formu heraldického klínu a tím, že dáváme vlajce přesné rozměry, které jsme vzali z vlajky holandské a anglické, tedy dvou nejstarších námořních národů, kteří mají v tomto ohledu největší zkušenosti. Tím se docílí, že vlajka bude vždy živá.
Antonín Valšík